# Cinnamomum cyrtopodum
Cinnamomum cyrtopodum är en lagerväxtart som beskrevs av Friedrich Anton Wilhelm Miquel. Cinnamomum cyrtopodum ingår i släktet Cinnamomum och familjen lagerväxter. Inga underarter finns listade i Catalogue of Life.